# Katharina Andresen
Katharina Gamlemshaug Andresen (21 de maio de 1995) é uma herdeira norueguesa e, em 2020, a terceira bilionária mais jovem do mundo (US$ 1,1 bilhão), conforme relatado pela Forbes.

## Biografia
Katharina Andresen é filha de Johan H. Andresen Jr., proprietário da Ferd AS, que, em 2007, transferiu 42,2% das participações para Katharina e sua irmã Alexandra. Ela é a bisneta de Johan H. Andresen, tataraneta de Johan Henrik Andresen e Anton Klaveness, e tataraneta de Nicolai Andresen. Johan Henrik era irmão de Nicolay August Andresen e tio de Nils August Andresen Butenschøn.
Em novembro de 2017, Andresen foi multada em 250.000 coroas suecas por dirigir embriagada. O teor de álcool no sangue de Andresen era três vezes o limite legal. Além da multa, a sentença incluiu 18 dias de prisão e suspensão da licença por 13 meses.
Em 2019, ela afirmou que se mudaria para Londres, na Inglaterra.